# Szabolcs Schön
Szabolcs Gergő Schön (ur. 27 października 2000 w Budapeszcie) – węgierski piłkarz grający na pozycji skrzydłowego w amerykańskim klubie FC Dallas oraz reprezentacji Węgier. Uczestnik Mistrzostw Europy 2020.